# Jemaine Clement

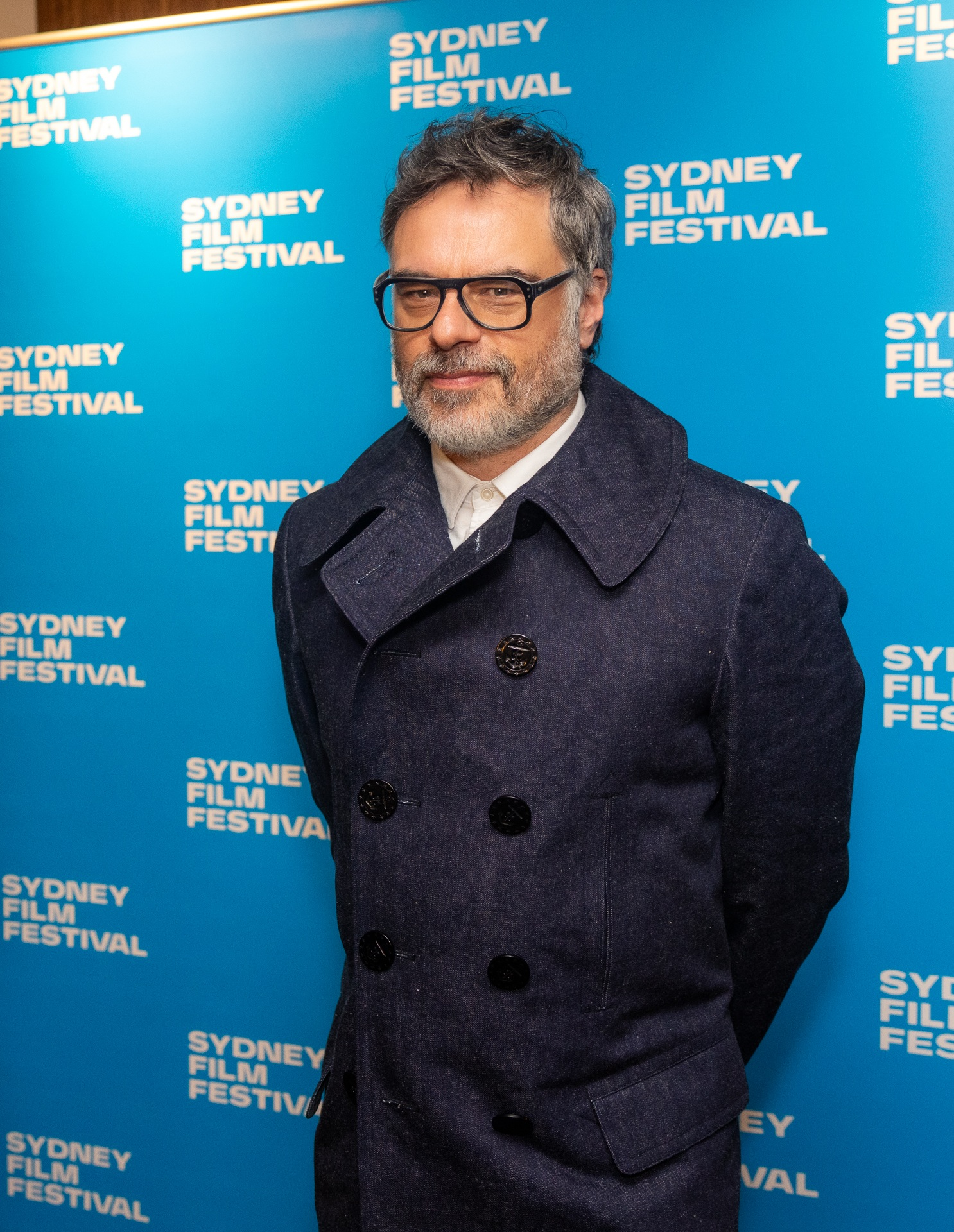
Jemaine Clement (2024)

Jemaine Clement (* 10. Januar 1974 in Masterton) ist ein neuseeländischer Filmschauspieler, Musiker, Komiker, Regisseur und Produzent.

## Leben

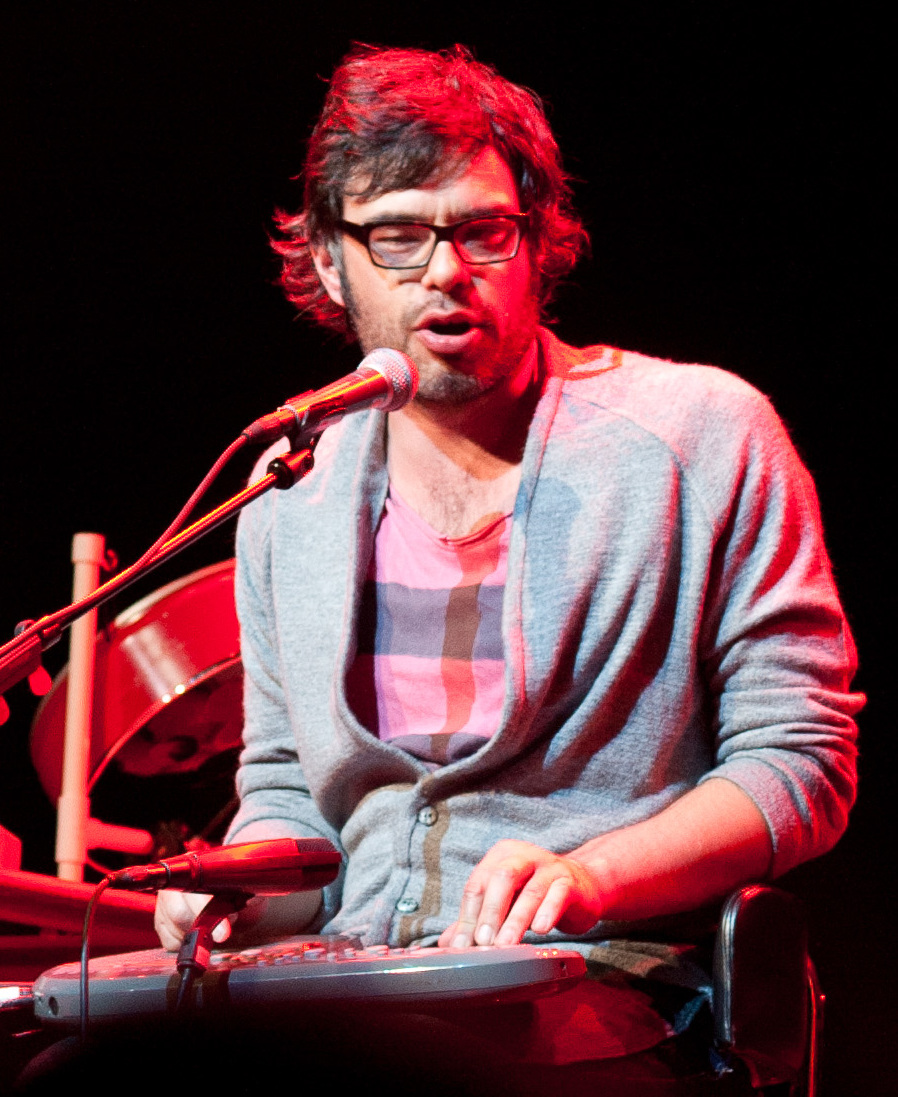
Jemaine Clement (2010)

Clement ist der Sohn eines Europäers und einer Māori und wuchs in der Wairarapa-Region auf.
Clement ist bekannt als eines der beiden Mitglieder der Comedy-Band Flight of the Conchords. Diese bildete er an der Victoria-Universität zusammen mit Bret McKenzie. Die Band war auf internationalen Tourneen und veröffentlichte vier CDs: Folk the World Tour (2002), The Distant Future EP (2007), Flight of the Conchords (2008) und I Told You I Was Freaky (2009).
Von 2007 bis 2009 war Clement als Hauptdarsteller in der HBO-Comedy-Serie Flight of the Conchords zu sehen, die das fiktive Leben des neuseeländischen Folk-Duos in New York beschreibt. Als Schauspieler, Drehbuchautor und Sänger wurde er daraufhin mit vier Emmy-Nominierungen gewürdigt.
2012 spielte er den Antagonisten Boris die Bestie in Men in Black 3.
Clement interpretierte das Lied Shiny für den Soundtrack des Computer-Animationsfilms Vaiana. Für diese Single wurde er in den USA mit einer Dreifachplatin-Schallplatte und in Großbritannien mit einer Platin-Schallplatte ausgezeichnet. Clement interpretierte die Rolle des Tamatoa erneut in der 2017 veröffentlichten Synchronisation des Films in die maorische Sprache.

## Filmografie (Auswahl)
- 1996: Die Enid Blyton Abenteuer (Fernsehserie, 1 Folge)
- 1999: Fizz
- 2002: The Tribe – Welt ohne Erwachsene (Fernsehserie)
- 2002: Tongan Ninja
- 2004: Futile Attraction
- 2007: Eagle vs Shark – Liebe auf Neuseeländisch (Eagle vs Shark)
- 2007–2009: Flight of the Conchords (Fernsehserie, 22 Folgen)
- 2008: The Drinky Crow Show (Fernsehserie, 2 Folgen, Stimme)
- 2009: Gentlemen Broncos
- 2009: Diagnosis: Death
- 2010: Ich – Einfach unverbesserlich (Despicable Me, Stimme)
- 2010: Dinner für Spinner (Dinner for Schmucks)
- 2010: Die Simpsons (The Simpsons, Fernsehserie, Folge 22x01 Elementary School Musical, Stimme)
- 2011: Rio (Stimme von Nigel)
- 2012: Men in Black 3
- 2014: 5 Zimmer Küche Sarg (What We Do in the Shadows)
- 2014: Rio 2 – Dschungelfieber (Rio 2, Stimme von Nigel)
- 2014: Muppets Most Wanted
- 2015: Rick and Morty (Fernsehserie, Folge 2x02 Stimme von Fart)
- 2015: People Places Things
- 2016: BFG – Big Friendly Giant (The BFG)
- 2016: Vaiana (Moana, Stimme von Tamatoa auf Englisch und Maori)
- 2017–2019: Legion (Fernsehserie, 14 Folgen)
- 2017: Im Zweifel glücklich (Brad’s Status)
- 2018–2022: Wellington Paranormal (Fernsehserie)
- 2019: De Patrick
- seit 2019: What We Do in the Shadows (Fernsehserie)
- 2022: DC League of Super-Pets (Stimme)
- 2022: Avatar: The Way of Water
- 2023: Koala Man (Fernsehserie)
- 2024: Thelma the Unicorn (Stimme)
- 2024: Harold und die Zauberkreide (Harold and the Purple Crayon)
- 2025: Ein Minecraft Film (A Minecraft Movie)
- 2025: M3GAN 2.0

## Auszeichnungen für Musikverkäufe
| Goldene Schallplatte - Brasilien - 2024: für das Lied Shiny |

Anmerkung: Auszeichnungen in Ländern aus den Charttabellen bzw. Chartboxen sind in ebendiesen zu finden.
| Land/RegionAuszeichnungen für Musikverkäufe (Land/Region, Auszeichnungen, Verkäufe, Quellen) | Gold  | Platin     | Verkäufe  | Quellen             |
| -------------------------------------------------------------------------------------------- | ----- | ---------- | --------- | ------------------- |
| Brasilien (PMB)                                                                              | Gold1 | —          | 30.000    | pro-musicabr.org.br |
| Vereinigte Staaten (RIAA)                                                                    | —     | 3× Platin3 | 3.000.000 | riaa.com            |
| Vereinigtes Königreich (BPI)                                                                 | —     | Platin1    | 600.000   | bpi.co.uk           |
| Insgesamt                                                                                    | Gold1 | 4× Platin4 |           |                     |